# Принцип Ле Шателье — Брауна
При́нцип Ле Шателье́ — Бра́уна (1884 г.) — если на систему, находящуюся в устойчивом равновесии, воздействовать извне, изменяя какое-либо из условий равновесия (температура, давление, концентрация, внешнее электромагнитное поле), то в системе усиливаются процессы, направленные в сторону противодействия изменениям.
Анри Ле Шателье (Франция) сформулировал этот термодинамический принцип подвижного равновесия, позже обобщённый Карлом Брауном.
Принцип применим к равновесию любой природы: механическому, тепловому, химическому, электрическому (эффект Ленца, явление Пельтье).
Если внешние условия изменяются, это приводит к изменению равновесных концентраций веществ. В этом случае говорят о нарушении или смещении химического равновесия.
Химическое равновесие смещается в ту или иную сторону при изменении любого из следующих параметров:
1. температуры системы (то есть при её нагревании или охлаждении);
2. давления в системе (то есть при её сжатии или расширении);
3. концентрации одного из участников обратимой реакции.

## Влияние температуры
Символ +Q или −Q, записанный в конце термохимического уравнения, характеризует тепловой эффект прямой реакции. Он равен по величине тепловому эффекту обратной реакции, но противоположен ему по знаку.
Влияние температуры зависит от знака теплового эффекта реакции. При повышении температуры химическое равновесие смещается в направлении эндотермической реакции, при понижении температуры — в направлении экзотермической реакции. В общем же случае при изменении температуры химическое равновесие смещается в сторону процесса, знак изменения энтропии в котором совпадает со знаком изменения температуры.
Зависимость константы равновесия от температуры в конденсированных системах описывается уравнением изобары Вант-Гоффа:
{\displaystyle \left({\frac {d\ln K_{P}}{dT}}\right)_{p}={\frac {\Delta H^{0}}{RT^{2}}},}
в системах с газовой фазой — уравнением изохоры Вант-Гоффа
{\displaystyle \left({\frac {d\ln K_{C}}{dT}}\right)_{v}={\frac {\Delta U^{0}}{RT^{2}}}.}
В небольшом диапазоне температур в конденсированных системах связь константы равновесия с температурой выражается следующим уравнением:
{\displaystyle \ln K_{P}=-{\frac {\Delta H^{0}}{RT}}+{\frac {\Delta S^{0}}{R}}.}
Например, в реакции синтеза аммиака
{\displaystyle {\mathsf {N_{2}+3H_{2}\rightleftarrows 2NH_{3}}}+Q}
тепловой эффект в стандартных условиях составляет +92 кДж/моль, реакция экзотермическая, поэтому повышение температуры приводит к смещению равновесия в сторону исходных веществ и уменьшению выхода продукта.

## Влияние давления
Давление существенно влияет на положение равновесия в реакциях с участием газообразных веществ, сопровождающихся изменением объёма за счёт изменения количества вещества при переходе от исходных веществ к продуктам.
При повышении давления равновесие сдвигается в направлении, в котором уменьшается суммарное количество молей газов, и наоборот.
В реакции синтеза аммиака количество газов уменьшается вдвое:
N2 + 3H2 ↔ 2NH3
Значит, при повышении давления равновесие смещается в сторону образования NH3, о чём свидетельствуют следующие данные для реакции синтеза аммиака при 400 °C:
| давление, МПа        | 0,1 | 10 | 20 | 30 | 60 | 100 |
| объёмная доля NH3, % | 0,4 | 26 | 36 | 46 | 66 | 80  |

## Влияние инертных газов
Введение в реакционную смесь или образование в ходе реакции инертных газов (в данном контексте — газов, не участвующих в этой реакции) действует так же, как понижение давления, поскольку понижается парциальное давление реагирующих веществ. В системах с уменьшением количества молей газов инертные газы смещают равновесие в сторону исходных веществ, поэтому в производственных процессах, в которых могут образовываться или накапливаться инертные газы, требуется периодическая продувка газоводов.

## Влияние концентрации
Влияние концентрации на состояние равновесия подчиняется следующим правилам:
- при повышении концентрации одного из исходных веществ равновесие сдвигается в направлении образования продуктов реакции (вправо);
- при повышении концентрации одного из продуктов реакции равновесие сдвигается в направлении образования исходных веществ (влево).